# Ruben Soria
Ruben Soria (* 1935) ist ein ehemaliger uruguayischer Fußballspieler.

## Verein
Der Linksverteidiger war bereits zu Jugendzeiten für den Club Atlético Cerro aktiv, bei dem er im Jahr 1953 in der 3ª Especial zur Mannschaft gehörte. Er spielte belegterweise mindestens in den Jahren 1960 und 1962 bis 1963 bei Cerro in der uruguayischen Primera División. Dort war er am größten Erfolg der Vereinsgeschichte beteiligt, als er mit der Albiceleste 1960 uruguayischer Vizemeister wurde. In jener Saison kam er auf 18 Ligaeinsätze. Ebenfalls nahm er Mitte des Jahres 1963 an der internationalen und größten Tournee des Clubs in der Vereinsgeschichte teil, die von Mai bis Juli jenes Jahres durch Europa, die Sowjetunion und Afrika führte. Im Laufe seiner Karriere spielte er ebenfalls für Liverpool Montevideo. Dabei war er Teil derjenigen Mannschaft, der 1966 unter Trainer Eugenio Galvalissi der Wiederaufstieg in die Primera División gelang.

## Nationalmannschaft
Soria war Mitglied der uruguayischen Fußballnationalmannschaft und nahm mit ihr an der Fußball-Weltmeisterschaft 1962 teil. Eingesetzt wurde er im Verlaufe des Turniers jedoch nicht.